# Der törichte Weber
Der törichte Weber ist eine Erzählung aus den Geschichten aus Tausendundeiner Nacht. In der Arabian Nights Encyclopedia wird sie als ANE 58 gelistet. Sie ist eine Binnengeschichte der größeren Erzählung Der Dieb mit dem Affen.
Die Kurzgeschichte ist eine vor Übermut warnende Anekdote.

## Handlung
Einst lebte ein Weber in einem Dorf, der hart arbeitete und nur mit Mühe seinen Lebensunterhalt bestreiten konnte. Da gab einer der reichen Leute ein Gastmahl außerhalb des Dorfes und lud alles Volk, auch den Weber, ein. Als dieser sah, dass der reiche Mann die Leute, die besonders kostbare Gewänder trugen, besonders bevorzugte, kam ihm der Gedanke, dass er sein Handwerk eintauschen sollte für eines, das weniger Mühe erforderte und mehr Geld einbrachte. Da sah er einen Gaukler, der auf eine hohe Mauer kletterte, hinabsprang und sicher auf seinen Füßen landete. Da sagte sich der Weber, dass er das auch könne, kletterte auf die Mauer sprang, brach sich das Genick und war auf der Stelle tot.

## Hintergrund
Der Weber gehört neben dem Schulmeister zu den stereotypen Narren der klassisch-arabischen Scherzliteratur. So gilt der Weber als von geringem Verstand und übt einen verachteten Beruf aus (da er mit Tierausscheidungen zu tun hat).

## Rezeption
Die Geschichte findet sich in der Kalkutta-II-Edition von Tausendundeine Nacht und wurde aus dieser von Richard Francis Burton und Enno Littmann in ihre Sammlungen aufgenommen. Die Geschichte ist in Ben ha-melekh ve-ha-nasir von Ibn Hisdai enthalten, einer erweiterten hebräischen Version der ursprünglich buddhistischen Erzählungen von Barlaam und Josaphat.

## Ausgaben
- Enno Littmann: Die Erzählungen aus den tausendundein Nächten, Insel Verlag, Frankfurt 1968, Band 2, S. 284–286.